# 兵庫県道174号本黒田停車場線
兵庫県道174号本黒田停車場線（ひょうごけんどう174ごう ほんくろだていしゃじょうせん）は、兵庫県西脇市を通る一般県道である。

## 概要
西脇市黒田庄町黒田から西脇市黒田庄町石原に至る。

### 路線データ
- 起点：西脇市黒田庄町黒田（JR西日本加古川線 本黒田駅前）
- 終点：西脇市黒田庄町石原（中央橋交差点、国道175号・兵庫県道139号山南多可線交点）
- 総延長：1.204 km

## 路線状況

### 重複区間
- 兵庫県道294号黒田庄多井田線（西脇市黒田庄町黒田 - 西脇市黒田庄町前坂・中央橋東交差点）

### 道路施設

#### 橋梁
- 中央橋（加古川、西脇市）

## 地理

### 通過する自治体
- 西脇市

### 交差する道路
| 交差する道路                             | 交差する場所 | 交差する場所        |
| ---------------------------------------- | ------------ | ------------------- |
| 兵庫県道294号黒田庄多井田線 重複区間起点 | 黒田庄町黒田 |                     |
| 兵庫県道294号黒田庄多井田線 重複区間終点 | 黒田庄町前坂 | 中央橋東交差点      |
| 国道175号 兵庫県道139号山南多可線        | 黒田庄町石原 | 中央橋交差点 / 終点 |

### 交差する鉄道
- 加古川線

### 沿線
- JR西日本加古川線 本黒田駅
- 本黒田郵便局
- 西脇市立黒田庄中学校
- 加古川